# Anathon Aall
Anathon August Fredrik Aall (Nesseby, 15. kolovoza 1867. – Oslo, 9. siječnja 1943.), norveški filozof i psiholog.

## Životopis
Radio je kao profesor na Sveučilištu u Oslu. Skeptik kad je riječ o jedinstvu duha i materije, a njegova djela se uvelike oslanjaju na jedinstven nordijski svjetonazor, te na klasični europski idealizam.

## Filozofijski nazor
Sam naziva svoj filozofijski nazor pluralno-realističkim. Premda kod mnogih problema polazi iz kruga empirijske, eksperimentalne psihologije, ipak oštro luči vrijednost naučno-tehničkih ispitivanja iskustvenih činjenica od problematike, što se nadaje s obzirom na odnos svijesti i fizičke stvarnosti. Po Aalu se fiziološkim kategorijama ne može protumačiti psihičnost; isto tako ne da se mehanističkim pojmovima razumjeti cijela zazbiljnost. Jedinstvo duše i tijela, duha i materije je samo funkcionalno. Načini bitka su mnogovrsni i samosvojni, pa se zato svijet može shvatiti samo u pluralističkom aspektu.

## Djela
- "Der Logos" (2. sveska 1896. – 1899.),
- "Macht und Pficht" (1902.),
- "H. Ibsen als Dichter und Denker" (1906.),
- "Povijest antikne i srednjovjekovne filozofije" (1923.).